# Eptesicus (Eptesicus)
Eptesicus (Eptesicus) es un subgénero de quirópteros de la familia Vespertilionidae; es el subgénero con mayor número de especies del género Eptesicus.

## Especies
- Eptesicus andinus (J. A. Allen, 1914).
- Eptesicus bobrinskoi (Kuzyakin, 1935).
- Eptesicus bottae (Peters, 1869.)
- Eptesicus brasiliensis (Desmarest, 1819.)
- Eptesicus chiriquinus (Thomas, 1920.)
- Eptesicus diminutus (Osgood, 1915.)
- Eptesicus dimissus (Thomas, 1916.)
- Eptesicus furinalis (d'Orbigny, 1847.)
- Eptesicus fuscus (Palisot de Beauvois, 1796.)
- Eptesicus gobiensis (Bobrinskii, 1926.)
- Eptesicus guadeloupensis (Genoways e Baker,1975).
- Eptesicus hottentotus (A. Smith, 1833).
- Eptesicus innoxius (Gervais, 1841).
- Eptesicus isabellinus (Temminck, 1839[1])
- Eptesicus japonensis (Imaizumi, 1953).
- Eptesicus kobayashii (Mori, 1928).
- Eptesicus matroka ((Thomas e Schwann), 1905).
- Eptesicus nasutus (Dobson, 1877).
- Eptesicus nilssonii (Keyserling e Blasius, 1839).
- Eptesicus pachyotis (Dobson, 1871).
- Eptesicus platyops ([homas, 1901).
- Eptesicus serotinus (Schreber, 1774).
- Eptesicus taddeii (Miranda, Bernardi e Passos, 2006).
- Eptesicus tatei (Ellerman e Morrison-Scott, 1951).